# 17914 Джоанлі
17914 Джоанлі (17914 Joannelee) — астероїд головного поясу, відкритий 20 березня 1999 року.
Тіссеранів параметр щодо Юпітера — 3,506.